# ジャワ組曲
『ジャワ組曲（フォノラマ〜ピアノのための音紀行）』（Java Suite − Phonoramas, Tonal journeys for the Pianoforte）は、レオポルド・ゴドフスキーが1924年から1925年にかけて作曲した全12曲からなる組曲。
ゴドフスキーは1923年にオランダ領東インド（現インドネシア）のジャワ島を旅行し、その時の印象をもとにして作曲した。円熟期の作品のひとつであり、ゴドフスキー特有のポリフォニックで技巧的な書法と、インドネシアの民族的な音楽が融合した佳品である。あまり演奏の機会には恵まれなかったが、近年になってプロ・アマを問わず様々なピアニストにより演奏されるようになり、知名度や評価が上がってきた作品である。
この組曲はアルベニスの『イベリア』と同様に、3曲ずつで1巻を構成している。1曲あたりの平均演奏時間は4 - 5分ほどであり、全曲を通して演奏すると約50分 - 1時間程度になる。

## 構成

### 第1巻
1. ガムラン Gamelan
組曲の最初を飾る曲である。霧雨のように聞こえてくるガムランの音が激しさを増し、再び消えるように消えてゆく。アジアの音楽に多い五音音階を用いて書かれている。
2. ワヤン・プルウォ（影絵人形劇） Wayang-Purwa, Puppet Shadow Plays 
ワヤン・プルウォ（インドネシア語版）とは、影絵人形劇ワヤン・クリ の東ジャワ発祥の古典版である。静かで東洋的な雰囲気を持つ曲であり、どこか印象派的な雰囲気もある。
3. 偉大な日（ハリ・ブザール） Hari Besaar, The Great Day
第1巻のラストを飾る、お祭り騒ぎのような曲である。同じ旋律が曲全体を通して何度も現れながら一定のリズムに乗って進んでいき、最後は左右交互連打によって盛り上がり、低音のドの強打によって終わる。

### 第2巻
1. 聖湖ウェンデットのけたたましい猿たち Chattering Monkeys at the Sacred Lake of Wendit 
ウェンデッド（インドネシア語版））は東ジャワにある湖で、マジャパヒト王国時代に王室の浴場となっていた。湖のほとりで猿たちがじゃれあっているような光景を、和音連打を多用して見事に描いている。曲集中最も短く、演奏時間は2分ほどである。
2. 月夜のボロブドゥール Boro Budur in Moonlight
ボロブドゥールとは、中部ジャワにある世界最大の仏教寺院遺跡である。調性は曖昧であり、夜の寺院の神秘的な光景が印象派風に描かれる。また次の曲とのコントラストは見事であり、タイトルからも意図的に配置したことが見て取れる。
3. 夜明けのブロモ火山と砂の海 The Bromo Volcano and the Sand Sea at Daybreak 
曲集の前半を締めくくる、夜明けの情景を描いた壮大な曲である。左右ともに和音の跳躍が多く、見た目にも派手で技巧的な作品である。ブロモ火山とは東ジャワの活火山であり、「砂の海」とはその巨大なカルデラを意味するものだと考えられる。前々項のウェンデッド湖はブロモ山からの水をたたえる。

### 第3巻
1. 3つの舞曲 3 Dances
東洋的な雰囲気の漂う3曲の舞曲が続けて演奏される。1曲目は嬰ト短調の陰鬱な舞曲であるが、2曲目ではロ長調に転じて明るくなる。3曲目も明るく優雅な変イ長調の舞曲であるが、最後は消えるように終わる。
2. ボイテンゾルグの植物園 The Gardens of Buitenzorg
ゴドフスキーの数ある作品の中でも最も美しい音楽の一つであり、穏やかで甘美な、印象派風の音楽である。ボイテンゾルグはボゴール市の旧名であり、タイトルは、長い歴史を持ち現存するボゴール植物園のことを意味すると考えられる。全曲の中で唯一作曲者による録音が存在する。
3. 旧バタヴィア市街にて In the Streets of Old Batavia 
バタヴィアとはインドネシアの首都であるジャカルタのオランダ統治時代の名称である。旧バタヴィア市街はジャカルタ北部の港近くに位置する。激しく動き回るパッセージを用いて、にぎわう街並みを巧みに描く。そのため演奏は全曲中で最も至難な作品になっている。中間部では短調に転じ哀愁を帯びた雰囲気になるが、再現部では再び明るさを取り戻し、華やかに終わる。

### 第4巻
1. クラトンにて In the Kraton
クラトンとはジャワ語で宮殿のことであり、タイトルのものは中部ジャワジョクジャカルタの王宮のことを指す。現在も王家が存在し、スルタンがジョグジャカルタ特別州知事を兼務する。哀愁漂う夕暮れの音楽であり、どこからか聞こえてくるガムランの音が激しさを増しては消えてゆく。変奏曲に近い形式であり、曲集中最も長い7分程度の演奏時間を要する。
2. ジョクジャカルタの水の宮殿跡 The Ruined Water Castle at Djokja
水の宮殿跡とは、クラトンの離宮であるタマン・サリのことであると考えられる。ラヴェルの水の戯れに通じる雰囲気を持つ作品である。
3. ソロの宮廷行列 A Court Pageant in Solo 
組曲全体を締めくくる、行進曲風の陽気で華やかな終曲である。ソロとは中部ジャワに位置するスラカルタの古い名称であり、ジョグジャカルタ王家の本家筋に当たり、現在も王家が存続している。五音音階のユニゾンで始まり、哀愁を帯びた中間部を経て、再現部ではさらに豪華絢爛さを極め、圧倒的なクライマックスを迎える。